# Port lotniczy Kadukli
Port lotniczy Kadukli (ICAO: HSLI) – port lotniczy położony w miejscowości Kadukli, w Sudanie, stan Kordofan Południowy.